# Amblymora v-flava
Amblymora v-flava är en skalbaggsart som beskrevs av Gilmour 1950. Amblymora v-flava ingår i släktet Amblymora och familjen långhorningar. Inga underarter finns listade i Catalogue of Life.